# Lago di Salarno
Il lago Salarno è un lago alpino della val Camonica.
Giace in centro alla val Salarno, a 2070 m.S.l.m., ha una forma circolare ed è utilizzato come bacino imbrifero.
Sul lato più a valle è sorretto da una diga.